# Região Geográfica Intermediária de Oiapoque-Porto Grande
A Região Geográfica Intermediária de Oiapoque-Porto Grande é uma das duas regiões intermediárias do estado brasileiro do Amapá e uma das 134 regiões intermediárias do Brasil, criadas pelo Instituto Brasileiro de Geografia e Estatística (IBGE) em 2017. É composta por 10 municípios, distribuídos em duas regiões geográficas imediatas.
Sua população total estimada pelo Instituto Brasileiro de Geografia e Estatística (IBGE) para 1º de julho de 2018 é de 124 606 habitantes, distribuídos em uma área total de 86 574,217 km².
Oiapoque é o município mais populoso da região intermediária, com 26 627 habitantes, de acordo com estimativas de 2018 do Instituto Brasileiro de Geografia e Estatística (IBGE).

## Regiões geográficas imediatas
| Região geográfica imediata                 | Municípios                                                         | População Estimativa 2018 | Área (km²) |
| ------------------------------------------ | ------------------------------------------------------------------ | ------------------------- | ---------- |
| Região Geográfica Imediata de Oiapoque     | Amapá Calçoene Cutias Oiapoque Pracuuba Tartarugalzinho            | 74 294                    | 59 837,016 |
| Região Geográfica Imediata de Porto Grande | Ferreira Gomes Pedra Branca do Amapari Porto Grande Serra do Navio | 50 312                    | 26 737,201 |
| Total                                      | 10                                                                 | 124 606                   | 86 574,217 |